# RBC Centre
RBC Centre  es un rascacielos de oficinas de 185 m de altura y 43 plantas completado en junio de 2009 en Toronto, Ontario, Canadá, en las afueras del Distrito Financiero definido tradicionalmente. Es propiedad de Cadillac Fairview Corporation. Los principales ocupantes son Royal Bank of Canada y RBC Dexia. El edificio está conectado a PATH, una red de pasarelas peatonales subterráneas de Toronto.
El proyecto consiguió la certificación Leadership in Energy and Environmental Design (LEED) Oro por su sostenibilidad medioambiental y producirá un ahorro estimado del 50% en energía respecto a los edificios construidos según el Código Canadiense de Energía. El sistema de calificación de LEED reconoce edificios de vanguardia que incorporan prácticas de diseño, construcción y funcionamiento que combinan ventajas para la salud, la calidad y el rendimiento con un impacto ambiental reducido.
En 2011, el crítico de arquitectura del Toronto Star Christopher Hume designó al RBC Centre y al vecino Ritz-Carlton Toronto como los dos edificios más bonitos construidos en Toronto en el siglo XXI. Elogia su integración en la zona, y cómo han revitalizado Wellington Street.